# بخش آربیندا
آربیندا یک بخش است که در استان سُوم در شمال غربی بورکینا فاسو قرار دارد. مرکز این بخش شهر آربیندا است.